# ويليام تومسون (سياسي أسترالي، مواليد 1863)
ويليام تومسون (بالإنجليزية: William Thompson)‏ هو سياسي أسترالي، ولد في 2 مارس 1863 في لورغان ‏ في المملكة المتحدة، وتوفي في 26 مارس 1953 في Petersham, New South Wales ‏ في أستراليا. نشط حزبياً في Nationalist Party (Australia) ‏. وقد انتخب عضو مجلس الشيوخ الأسترالي ‏ عن دائرة كوينزلاند (16 ديسمبر 1922 – 30 يونيو 1932).